# Jasmin Selberg
Jasmin Selberg, née le 11 août 1999 à Talinn, est une mannequin et reine de beauté allemande-estonienne, lauréate du concours Miss International 2022.
Jasmin Selberg était auparavant dans le Top 15 de Miss Globe, Miss Supranational Allemagne 2022 et Miss International Allemagne 2022.

## Biographie
Selberg est né et vit à Dortmund. Elle a fréquenté l'Université de la Ruhr à Bochum à Bochum, pour obtenir une licence en histoire et philosophie et a également fréquenté le Lycée évangélique Meinerzhagen à Meinerzhagen où elle a suivi des cours avancés en anglais et en histoire.

## Concours de beauté

### Miss Globe 2021
Le 5 novembre 2021, Selberg a représenté l'Allemagne à l’élection de Miss Globe 2021 et a concouru contre 50 autres candidats à l'Opera Theatre de Tirana, en Albanie, où elle a terminé dans le Top 15.

### Miss Univers Allemagne 2022
Le 2 juillet 2022, Selberg a affronté 16 autres finalistes de Miss Univers Allemagne 2022 au Holiday Inn Hotel Düsseldorf-Neuss à Neuss où elle n'a pas atteint le Top 5.

### Miss Supranational 2022
Le 15 juillet 2022, Selberg a représenté l'Allemagne à Miss Supranational 2022 et a affronté 69 autres candidats à l'amphithéâtre du parc Strzelecki à Nowy Sącz, Pologne, où elle ne s'est pas classée en demi-finale.

### Miss International 2022
Le 13 décembre 2022, Selberg a représenté l'Allemagne à Miss International 2022, a concouru contre 66 autres candidats au Tokyo Dome City Hall à Tokyo, au Japon, où elle a remporté le titre et a été remplacée par Sireethorn Leearamwat de Thaïlande.
En sa capacité de Miss International, Jasmin a voyagé au Japon, en Allemagne, en Estonie, en Belgique.